# 대한민국 민법 제576조
대한민국 민법 제576조는 저당권, 전세권의 행사와 매도인의 담보책임에 대한 민법 채권법 조문이다.

## 조문
제576조(저당권, 전세권의 행사와 매도인의 담보책임) ① 매매의 목적이 된 부동산에 설정된 저당권 또는 전세권의 행사로 인하여 매수인이 그 소유권을 취득할 수 없거나 취득한 소유권을 잃은 때에는 매수인은 계약을 해제할 수 있다.
②전항의 경우에 매수인의 출재로 그 소유권을 보존한 때에는 매도인에 대하여 그 상환을 청구할 수 있다.
③전2항의 경우에 매수인이 손해를 받은 때에는 그 배상을 청구할 수 있다.

第576條(抵當權, 傳貰權의 行使와 賣渡人의 擔保責任) ① 賣買의 目的이 된 不動産에 設定된 抵當權 또는 傳貰權의 行使로 因하여 買受人이 그 所有權을 取得할 수 없거나 取得한 所有權을 잃은 때에는 買受人은 契約을 解除할 수 있다.
②前項의 境遇에 買受人의 出財로 그 所有權을 保存한 때에는 賣渡人에 對하여 그 償還을 請求할 수 있다.
③前2項의 境遇에 買受人이 損害를 받은 때에는 그 賠償을 請求할 수 있다.

## 참고 문헌
- 오현수, 일본민법, 진원사, 2014. ISBN 978-89-6346-345-2
- 오세경, 대법전, 법전출판사, 2014 ISBN 978-89-262-1027-7
- 이준현, LOGOS 민법 조문판례집, 미래가치, 2015. ISBN 979-1-155-02086-9